# 댈러스 로버츠
댈러스 로버츠(Dallas Roberts, 1970년 5월 10일 ~ )는 미국의 배우이다.

## 출연 작품

### 영화
- 메이헴 - 더 리퍼 역

### 드라마
- 인세이셔블 시즌 1 (미국, 넷플릭스) - 밥 암스트롱 역